# Bowmore Free Church
Die Bowmore Free Church ist ein Kirchengebäude in Bowmore, dem Hauptort der schottischen Hebrideninsel Islay. Es liegt in der High Street am südlichen Ortsrand. Am 9. Oktober 1991 wurde die Bowmore Free Church in die schottischen Denkmallisten in der Kategorie C aufgenommen. Das Gebäude wird heute nicht mehr als Kirche verwendet.

## Beschreibung
Das Gebäude wurde wahrscheinlich von Douglas Campbell im Jahre 1860 auf einer ehemaligen Freifläche am Ortsrand im neogotischen Stil aus Bruchstein erbaut. Die Südfassade des auf rechteckiger Grundfläche errichteten Hauptgebäudes weist ein Rosettenfenster auf. Entlang der Ost- und Westseiten sind vier beziehungsweise zwei Spitzbogenfenster eingelassen. Alle Fenster sind von importierten Quadersteinen umrahmt, der auch an den Bögen im Innenraum verarbeitet wurde. Das Gebäude schließt mit einem schiefergedeckten Satteldach ab. Der Eingangsbereich wurde asymmetrisch an der Ostseite des Gebäudes eingerichtet. Am südlichen Ende ist ein einstöckiger Anbau mit Satteldach vorgelagert. Das Kirchengebäude ist von einer niedrigen Bruchsteinmauer umfriedet. Die Sitzbänke wurden wahrscheinlich in den 1950er Jahren entfernt und das Gebäude fortan als Gemeindehalle genutzt.